# Cella di Hadley

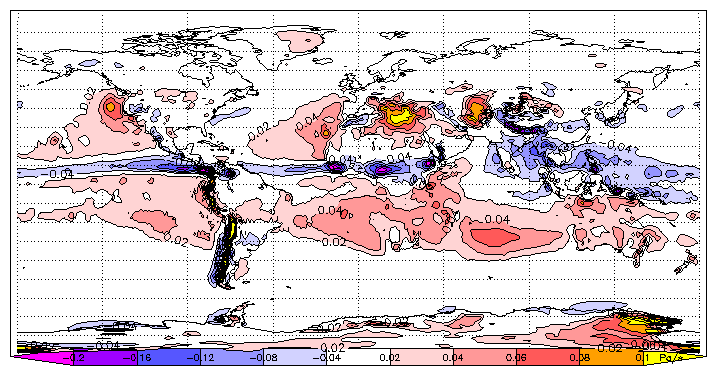
Velocità verticale a 500 hPa, media di luglio. I moti di risalita (valori negativi) sono concentrati vicino all'equatore; i moti discendenti (valori positivi) sono invece diffusi su un'area maggiore.

In meteorologia la cella di Hadley è un tipo di  circolazione atmosferica convettiva, che coinvolge l'atmosfera nella fascia climatica tropicale (dall'equatore ai tropici) generando un'ascesa di grandi masse d'aria calda nei pressi dell'equatore che, dopo essere risalita fino ad un'altezza di circa 10–15 km, si sposta in quota verso i tropici, da cui successivamente ridiscende verso la superficie dirigendosi nuovamente nei bassi strati verso l'equatore. Questa circolazione è strettamente collegata alla presenza stabile degli alisei, delle piogge tropicali, dei deserti subtropicali e delle correnti a getto.

## Origine del nome
Il nome della cella è stato assegnato in onore di George Hadley, un avvocato inglese e meteorologo amatoriale del 1700, che per primo interpretò correttamente la causa della direzione prevalentemente verso occidente degli alisei nelle regioni subtropicali. Ma siccome la sua spiegazione si poggiava sulla differenza nel moto est-ovest tra l'aria e il suolo, fino all'arrivo di William Ferrel tutti pensarono che si potesse applicare soltanto al moto verso nord o verso sud. Una massa di aria che si muova verso est o verso ovest relativamente al terreno non avrebbe subito, secondo Hadley, alcun effetto.

## Descrizione

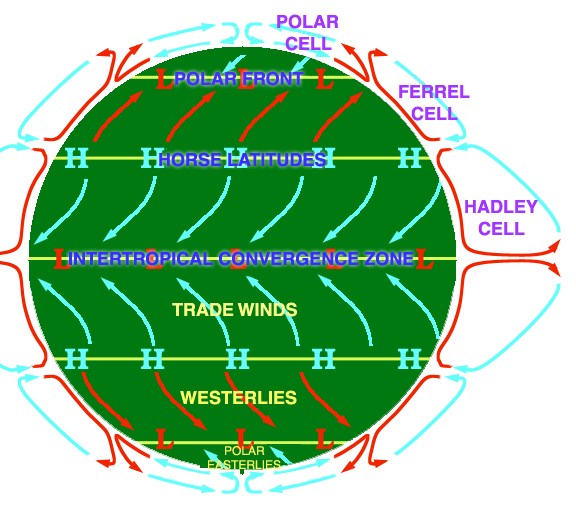
Le tre grandi celle della circolazione atmosferica con i relativi fronti di separazione.

La principale forzante della circolazione atmosferica è il riscaldamento della superficie ad opera del Sole, che mediamente è massimo all'equatore e minimo ai poli. La circolazione atmosferica trasporta energia verso i poli con l'effetto di diminuire la differenza di temperatura tra equatore e polo. Il meccanismo con cui avviene è diverso per latitudini tropicali ed extratropicali.
Fra i 30°N e i 30°S di latitudine, questo trasporto di energia avviene attraverso una semplice circolazione con moti ascendenti nei pressi dell'equatore, flussi verso i poli in quota sotto la tropopausa, moti discendenti nelle aree subtropicali e flussi di ritorno verso l'equatore in superficie. Il flusso di aria in quota dall'equatore ai tropici subisce una deviazione verso est a causa della forza di Coriolis, determinando una corrente a getto nella regione subtropicale, in movimento da ovest verso est. Per contro, il flusso di aria al suolo dai tropici verso l'Equatore subisce, sempre per la forza di Coriolis, una deviazione verso ovest, originando gli alisei. La zona dove convergono gli alisei (che non coincide sempre con l'Equatore geografico, potendo oscillare da circa 3°S a 10°N) prende il nome di zona di convergenza intertropicale o ITCZ. Tuttavia questo meccanismo di trasmissione del calore attraverso la cella di Hadley si spiega solo in presenza di un certo grado di viscosità.
Alle medie latitudini, il trasporto di energia avviene per mezzo di cicloni ed anticicloni e si ha una circolazione che ha verso opposto rispetto a quella tropicale (cella di Ferrel). Oltre i 60° di latitudine la circolazione ha di nuovo lo stesso verso di quella tropicale (cella polare). La circolazione che avviene entro i 30° di latitudine viene chiamata cella di Hadley, tuttavia le cause per cui questo fenomeno non si estende a latitudini maggiori è uno degli argomenti di studio della meteorologia dinamica moderna.

### Conseguenze sul clima tropicale e subtropicale
L'aria calda ricca di umidità che proviene dall'equatore, durante l'ascesa si raffredda e, come conseguenza, diminuisce la sua capacità di immagazzinare acqua che inevitabilmente precipita. Questo è il motivo per cui il clima delle zone equatoriali è caratterizzato da precipitazioni intense e abbondanti che consentono lo sviluppo delle foreste pluviali.
L'aria ormai povera di umidità prosegue il suo moto verso i poli fino alle latitudini di circa 30° dove inizia la discesa verso la superficie. Scendendo, si riscalda adiabaticamente e provoca di conseguenza un'ulteriore diminuzione dell'umidità relativa. Tutte queste componenti rendono le zone subtropicali particolarmente aride; la maggior parte dei deserti infatti è concentrata in questa fascia.